# Gyttrad kalkspricklav
Gyttrad kalkspricklav (Acarospora cervina) är en lavart som beskrevs av A. Massal. Gyttrad kalkspricklav ingår i släktet Acarospora och familjen Acarosporaceae.  Arten är reproducerande i Sverige. Inga underarter finns listade i Catalogue of Life.